# RS-88
L'RS-88 és un motor de coet de combustible líquid que crema etanol com a combustible i utilitza oxigen líquid com oxidant. Va ser dissenyat i construït per Rocketdyne, originalment per al programa Bantam System Technology de la NASA (1997). El 2003, va ser designat per Lockheed per al seu vehicle de demostració d'avortament de coixinet (pad abort demonstration - PAD). La NASA va provar el RS-88 en una sèrie de 14 proves de foc calent, i va resultar en 55 segons el funcionament del motor amb èxit al novembre i desembre del 2003. El motor RS-88 va demostrar ser capaç de 220 kN d'empenta al nivell del mar. S'ha seleccionat un derivat hipergòlic de l'RS-88 com a sistema d'escapament al llançament CST-100. Aquesta versió té una capacitat de 176,6 kN d'empenyiment i quatre s'utilitzen en el sistema d'avortament Starliner.

## Bantam Launch System
El projecte de tecnologia del sistema Bantam (Bantam System Technology Project), que forma part de l'esforç de tecnologies de baix cost, uneix la NASA i els seus socis comercials per investigar i demostrar tecnologies per a un nou sistema de llançament de baix cost. Un vol de demostració de tecnologia va ser dirigit a finals de 1999.
El motor RS-88 va ser dissenyat per Rocketdyne sota el programa Bantam de la NASANASA (9 juny 1997). "NASA Selects Four Companies to Demonstrate Low Cost Launch System Technologies". Nota de premsa.  Arxivat de l'original a data de 20 novembre 2011.
</ref> que era l'element propulsor de les tecnologies de baix cost més ampli de l'Advanced Space Transportation Program.

## Demostració d'avortament de coixinet
El motor RS-88 va ser modificat i provat el 2003 per aplicar-lo al vehicle de demostració d'avortament (PAD) Lockheed-Martin. La revisió crítica del disseny del mòdul de propulsió PAD es va produir a mitjan 2004, però l'ús planificat del vehicle en el desenvolupament del CEV va ser evidentment abandonat. El vehicle PAD de Lockheed Martin estava inicialment programat per al seu llançament a finals de 2005 i hauria portat quatre motors RS-88.

## Avió coet
El gener del 2006, es va anunciar que la NASA estava prestant el motor de coet RS-88 a Rocketplane, d'Oklahoma City, com a part d'un innovador programa de col·laboració de la indústria. El Centre Espacial Johnson de la NASA, Houston i la companyia, van signar un acord de llei espacial per a l'ús d'un motor RS-88 en les proves del seu vehicle Rocketplane XP durant tres anys. La companyia havia de proporcionar a la NASA amb el disseny, la prova i la informació operativa a partir del desenvolupament. Rocketplane XP era un avió executiu Lear modificat de quatre places. Hauria incorporat un motor de coet per a l'acceleració per assolir una altitud màxima planificada de gairebé 300.000 peus.
"Amb la NASA, l'Administració Federal d'Aviació i el suport dels governs locals, estatals i federals, esperem desenvolupar un avió espacial segur, assequible i reutilitzable mitjançant la integració de tecnologies establertes, com el motor RS-88", va dir Bob Seto, vicepresident de sistemes i anàlisi d'enginyeria de Rocketplane. Segons Seto, la nau va realitzar una revisió preliminar del disseny el març del 2005, i es va trobar en la fase de disseny detallat.
El 2010, Rocketplane va presentar la fallida i liquidació del capítol 7.

## Boeing CST-100

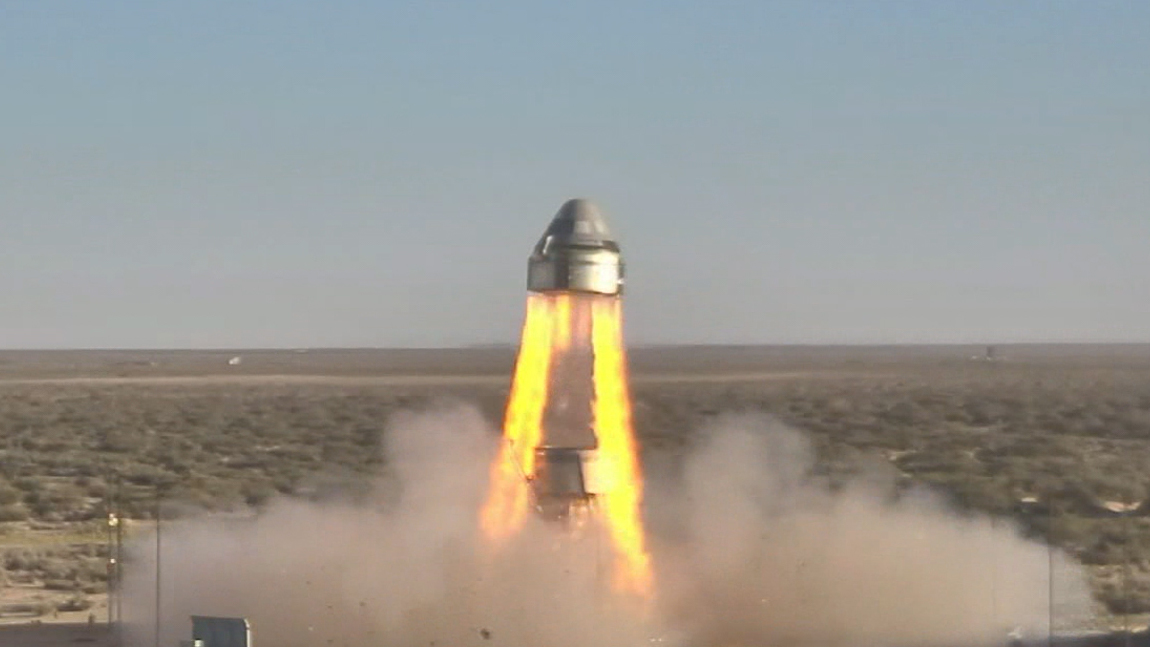
El motor Launch Abort es dispara durant una prova de cancel·lació avortada de l'Starliner

El sistema d'escapament al llançament per a la nau espacial CST-100 de Boeing utilitza un derivat hipergòlic lleuger del RS-88 anomenat Launch Abort Engine (LAE).